# Zeitschrift des Historischen Vereins für Niedersachsen
Die Zeitschrift des Historischen Vereins für Niedersachsen (ZHV) war eine ab 1850 erschienene Zeitschrift zur Geschichte großer Teile des späteren Bundeslandes Niedersachsen. Anfangs herausgegeben unter der Leitung eines Ausschusses des Historischen Vereins für Niedersachsen, erschien das nachträglich ab 1854 jahrgangsweise gebundene Werk im Verlag der Hahnschen Hofbuchhandlung mit Sitz in der seinerzeitigen Residenzstadt Hannover. Einer der drei Redakteure der anfänglichen Redaktions-Kommission war der Geheime Regierungsrat Georg Heinrich Wilhelm Blumenbach, der zuvor schon an der Vorläufer-Ausgabe Vaterländisches Archiv mitgearbeitet hatte. Zur „Redactionscommission“ gehörte anfangs auch der Archivar Adolf Schaumann sowie der seinerzeitige Archivsekretär Karl Ludwig Grotefend.
Die ZVH erschien in 88 Jahrgängen bis zum Jahr 1923.